# إينوك لويس لوي
إينوك لويس لوي (بالإنجليزية: Enoch Louis Lowe)‏ هو محامي وسياسي أمريكي، ولد في 10 أغسطس 1820 في فريدريك في الولايات المتحدة، وتوفي في 23 أغسطس 1892 في بروكلين في الولايات المتحدة. حزبياً، نشط في الحزب الديمقراطي. وقد انتخب عضو مجلس النواب لولاية ماريلند وانتخب حاكم ماريلاند ‏.